# ドルトムント-ハム線
ドルトムント-ハム線 （ドルトムント-ハムせん、ドイツ語: Bahnstrecke Dortmund–Hamm）とは、ドイツ連邦共和国ノルトライン＝ヴェストファーレン州ドルトムントのドルトムント中央駅から同ハムのハム駅に至る全長31kmのドイツ鉄道の路線である。ルール地方とドイツ北東部を結ぶ重要幹線を構成しており、全線が複線である。

## 歴史
1847年5月15日にケルン・ミンデン鉄道株式会社（CME）によってケルン・メッセ/ドイツ駅からミンデン駅に至るケルン・ミンデン鉄道本線の一部として開業した。当初は単線であったが東西方向の輸送量増加に伴い1950年代までには複線化および電化が完成した。

### 高速化
1986年にはノルドベッゲ - ドルトムント間20.1kmの最高速度が200km/hに引き上げられ、1990年代初頭には踏切を有する区間でも160km/h以上での運行が行われるようになった。高速運転に必要なLZB（連続列車制御装置）も設置されている。

## 列車
ICEおよびレギオナルエクスプレスが運行されている。
- ICE10系統：ベルリン - ハノーファー - ハム - ドルトムント - エッセン - デュースブルク - ケルン、毎時1本
- RE1系統：ハム - アーヘン、約半数の列車はパーダーボルンまで直通
- RE3系統：ハム - デュッセルドルフ
- RE6系統：ミンデン - ハム - デュッセルドルフ
- RE11系統：ハム - メンヒェングラートバッハ